# アイヴァンド・アール
アイヴァンド・アール（Eyvind Earle、1916年4月26日 - 2000年7月20日）はニューヨーク生まれの画家。

## 生い立ち
舞台の背景画家の父親と女優である母親を両親に持つ中流家庭の二男として生まれた。幼少の時から父親の影響からか紙の切れ端などに絵を描いていた。その後、両親が離婚した時には父親に連れられてヨーロッパを転々と移動しながら絵を描く旅行をしていた。しかし、旅行中父親から暴力を振るわれ逃げるように母親のいるアメリカへと帰国をした。

## ディズニーへの参加
1951年にウォルト・ディズニー・スタジオへ入り、『眠れる森の美女』で背景と色彩を担当した。この作品までにコンセプト・スケッチを担当していたのはメアリー・ブレアだったが、彼女が描く絵は丸みが特徴的ないわゆる絵本向きの絵だった。その作風をウォルトはとても好んでいたが、その絵本のような絵をアニメーション映画としては活かすことが出来ず、『不思議の国のアリス』を制作する際にもやはり、彼女の絵を手本にキャラクターたちを描いたが、完成した作品を観たウォルト自身はショックを受けたという。しかしアイヴァンドの絵を見てすぐに彼の作風を気に入り、前述したとおり、『眠れる森の美女』を制作する上での背景と色彩の全権を任され、ほとんどの背景を担当するに到った。寡黙で無表情のまま仕事を黙々とこなすことで関係者の間では有名だった。その後は、ディズニーランド内のアトラクションの一つである「シンデレラ城ミステリーツアー」を建造する際のコンセプト・スケッチを担当した。

## 独立
その後メトロポリタン美術館に作品が収蔵されるなど社会的評価を高める一方、世界各地で個展を開催した。その作風は木や森林をモチーフにした幻想的で静寂感に包まれた作品が多く、今日でも多数の美術愛好家から愛されている。日本においても現代アートにラインナップされ、シルクスクリーンでの売買が盛んである。

## 病気
上記で述べた無表情というのは、実はポリオに掛かっていたからではないかとマーク・デイビスの妻であるアリス・デイビスは語っている。彼女や関係者が言うには、アイヴァンドの兄もポリオに掛かりその症状で亡くなっている。兄の亡くなった年にアイヴァンド自身も病気に掛かり症状が発症したらしい。症状には顔の半分が麻痺してしまうことがあったらしく、無表情だったのはそのせいではないかと推測される。晩年は食道癌で2000年に亡くなっている。